# Treveři
Treveři nebo též Treverové byl keltský kmen obývající oblast dolního toku řeky Mosely v jižních pásech rozlehlého Ardenského lesa (Arduenna Silva). Na severu, na západě a na jihu sousedili s belgickými kmeny: Tungry, Remy a Mediomatriky, kteří byli spojenci Říma, zatímco na východě hraničili s germánskými Vangiony. Jejich hlavním sídlem byla pozdější římská kolonie a hlavní město provincie Belgica, Augusta Treverorum (dnešní Trevír v západním Německu).
Treveři se pyšnili svým částečným germánským původem. Samotné jejich jméno se zdá být smíšeného původu (keltské, germánské, atd.) a může znamenat „překročitelé řeky“. Přítomnost síňových domů shodného typu, jaké se vyskytují na germánském území v severním Německu, společně s keltskými typy síňových domů potvrzují teorii, že se jednalo o Keltogermány. Germánského původu je pouze jen pár osobních jmen, což bylo ale patrně způsobeno tím, že Germáni byli absorbováni zdejší, dříve příchozí keltskou a předkeltskou populací. Germánský element se mezi Trevery rozšířil pravděpodobně někdy během 3. nebo 2. století př. n. l.
Treveři poskytovali Juliu Caesarovi jeho nejlepší jízdu. Po Caesarově úspěšném tažení v Galii byli Treveři násilně začleněni do římské říše, čímž kromě své politické nezávislosti pozbyli také svou kulturní identitu. Po neúspěšném povstání v letech 54–53 př. n. l. překročily vůdčí treverské rody řeku Rýn, aby se usadily po boku germánských kmenů.